# Zelfportret als de apostel Paulus
Zelfportret als de apostel Paulus is een schilderij van de Noord-Nederlandse schilder Rembrandt, dat zich sinds 1956 in het Rijksmuseum Amsterdam bevindt.

## Voorstelling
Het is een zelfportret van Rembrandt. Maar in plaats van de gebruikelijke attributen, zoals een baret of een palet, draagt de schilder hier een witte tulband en houdt hij een bundel beschreven stukken papier vast. Ook is door zijn opengeslagen mantel een zwaard te zien dat hij op zijn borst draagt. Al deze details wijzen op de apostel Paulus, wiens zendbrieven later opgenomen werden in de bijbel en die vaak afgebeeld wordt met zwaard.
Het was Frederik Schmidt Degener die dit in 1919 voor het eerst opmerkte. Tot dat jaar stond het gewoon te boek als Zelfportret. Deze interpretatie werd begin jaren 90 van de twintigste eeuw bevestigd, toen tijdens een restauratie op de achtergrond een raam met tralies tevoorschijn kwam. Paulus werd in de loop van zijn leven tot vier keer toe gevangengenomen.

## Herkomst
Het werk bevond zich mogelijk in de verzameling van Everhard Jabach in Parijs. In Jabachs inventaris uit 1695 wordt een 'Portrait de Rimbrands, ayant un linge blanc autour de sa teste' (portret van Rembrandt met witte doek om het hoofd) vermeld. Waarschijnlijk gaat het hier om het Zelfportret als de apostel Paulus. Later was het in het bezit van de Franse schilder Nicolas Vleughels in Rome. In 1750 verkocht zijn weduwe het werk voor 100 scudi aan kardinaal Neri Maria Corsini in Rome. In 1799 bevond het zich nog in het Palazzo Corsini, waar het in prent gebracht werd door Giuseppe Longhi. Volgens een etiket op de achterzijde van het schilderij werd het in 1807 door de Londense kunsthandelaar William Buchanan naar Engeland overgebracht. Buchanan verkocht het voor 500 gienjes aan Charles Kinnaird, eigenaar van landgoed Rossie Priory in Perthshire. Dit moet voor 2 januari 1809 gebeurd zijn want op die dag maakte Charles Turner een mezzotint van het schilderij voor 'The Kinnaird Collection or Cabinet Picture Gallery'. Het bleef in het bezit van de familie Kinnaird tot het in 1936 verkocht werd voor £47.500 aan het verzamelaarsechtpaar Isaac de Bruyn (1872-1953), begiftigd met de Zilveren Anjer, en Johanna Geertruida van der Leeuw (1877-1960). Dit echtpaar liet het werk in december 1960 na aan het Rijksmuseum Amsterdam, na het in 1956 al in bruikleen aan dit museum gegeven te hebben.
Adriaantje Hollaer · Ahasveros en Haman aan het feestmaal van Esther · De anatomische les van Dr. Deijman · De anatomische les van Dr. Nicolaes Tulp · Andromeda aan de rots geketend · Aristoteles bij de buste van Homerus · Artemisia · Badende vrouw · Bathseba met de brief van koning David · De blindmaking van Simson · De brillenverkoper · Buitenlandse admiraal · Christus in de storm op het meer van Galilea · Christus met een staf · Danaë · David en Uria · De doop van de kamerling · Het feestmaal van Belsazar · Flora · Gelijkenis van de rijke dwaas · Historiestuk · Jacob zegent de zonen van Jozef · Jeremia treurend over de verwoesting van Jeruzalem · Het Joodse bruidje · De maaltijd in Emmaüs · Marten Soolmans en Oopjen Coppit · Mozes en de tafelen der wet · De Nachtwacht · Het offer van Abraham (1635) · Pallas Athene · Portret van een man met handschoenen in de hand · Portret van een man · Portret van Amalia van Solms · Portret van Baertje Martens · Portret van Herman Doomer · Portret van Jan Six · Portret van Johannes Wtenbogaert · Portret van Maurits Huygens · De samenzwering van de Bataven onder Claudius Civilis · De schilder in zijn atelier · De Staalmeesters · De steniging van de Heilige Stefanus · Terugkeer van de verloren zoon · Titus aan de lezenaar · Titus als monnik · De Vaandeldrager · De verloochening van Petrus · De verloren zoon in een herberg · Het vertrek van de Sunammitische vrouw · De vlucht naar Egypte · De vlucht naar Egypte · Zelfportret op jeugdige leeftijd (ca. 1628) · Zelfportret met twee cirkels · Zelfportret als de apostel Paulus